# 20 Canum Venaticorum
Désignations
20 Canum Venaticorum (en abrégé 20 CVn) est une étoile variable de cinquième magnitude de la constellation boréale des Chiens de chasse. Elle porte également la désignation d'étoile variable AO Canum Venaticorum, 20 Canum Venaticorum étant sa désignation de Flamsteed. D'après la mesure de sa parallaxe annuelle par le satellite Hipparcos, l'étoile est distante d'environ ∼ 264 a.l. (∼ 80,9 pc) de la Terre. Elle s'éloigne du Système solaire à une vitesse radiale héliocentrique de +9 km/s. Eggen (en 1971) a répertorié l'étoile comme étant membre du courant des Hyades.
20 Canum Venaticorum a été classée avec un type spectral complexe de A9 II mF2, qui indique que ses raies de l'hydrogène concordent avec celles d'une géante lumineuse de type A mais que ses raies métalliques sont plus proches de celles d'une étoile de type F. Cependant, elle ne semble pas être une étoile Am puisque sa raie K du calcium est normale. Auparavant, Morgan & Abt (en) (1972) lui avaient assigné une classification d'étoile géante jaune-blanc de type F3 III.
C'est une étoile variable de type Delta Scuti, dont la variation observée est la mieux expliquée par un unique mode de pulsation radiale. Sa magnitude apparente varie entre +4,70 et +4,75 sur une période de 2,92 heures
20 Canum Venaticorum est âgée d'environ 750 millions d'années et elle 2,43 fois plus massive que le Soleil. Son rayon est quatre fois plus grand que le rayon solaire, elle est 63 fois plus lumineuse que le Soleil et sa température de surface est de 7 314 K.